# 漢宜線
漢宜線（かんぎせん、中文表記: 汉宜铁路、英文表記: Wuhan–Yichang Railway）は中華人民共和国湖北省の武漢市の漢口駅と宜昌市の宜昌東駅を結んでいる鉄道路線。2008年9月17日に着工され、2012年7月1日全線開業した。

## 概要
路線の全長は291.83kmで、滬漢蓉旅客専用線を構成する路線の一つである。設計最高速度は200km/hであり、漢口・宜昌東間を最短で1時間39分で結ぶ。旅客輸送がメインではあるが、貨物列車も運行される予定である。
2011年12月時点での計画では、貨物輸送が2012年2月末に開始され、旅客輸送は5月までに開始される予定だった。2012年2月28日から走行試験が始まったが、3月に線路が陥没した（後述）。
全線は2012年7月1日開業した。2012年8月の時点で、 動車組は一日26往復、その他は一日5往復（他線直通含む）で運転されている。

## 駅一覧
- 全駅湖北省内に所在

| 駅名     | 駅名         | 駅名           | 駅間 キロ | 累計 キロ | 接続路線                                 | 所在地 | 所在地   |
| 日本語   | 簡体字中国語 | 英語           | 駅間 キロ | 累計 キロ | 接続路線                                 | 所在地 | 所在地   |
| -------- | ------------ | -------------- | --------- | --------- | ---------------------------------------- | ------ | -------- |
| 漢口駅   | 汉口站       | Hankou         |           | 0         | ■京広線 ■漢丹線 ■合武線 ■武漢地下鉄2号線 | 武漢市 | 江漢区   |
| 漢川駅   | 汉川站       | Hanchuan       | 46        | 46        |                                          | 孝感市 | 漢川市   |
| 天門南駅 | 天门南站     | Tianmen South  | 37        | 83        |                                          | 天門市 | 天門市   |
| 仙桃西駅 | 仙桃西站     | Xiantao West   | 31        | 114       |                                          | 仙桃市 | 仙桃市   |
| 潜江駅   | 潜江站       | Qianjiang      | 20        | 134       |                                          | 潜江市 | 潜江市   |
| 荊州駅   | 荊州站       | Jingzhou       | 70        | 204       |                                          | 荊州市 | 荊州区   |
| 枝江北駅 | 枝江北站     | Zhijiang North | 44        | 248       |                                          | 宜昌市 | 枝江市   |
| 宜昌東駅 | 宜昌东站     | Yichang East   | 44        | 291.8     | ■宜万線 ■鴉宜線                          | 宜昌市 | 伍家崗区 |

## 事故
新華社の報道によると、開業前の3月9日に潜江市浩口鎮南湾村で線路が300mにわたって陥没した。事故当日、インターネットに「高架が崩落した」といった投稿があり、一部報道では高架崩落と伝えられたが、実際には地上に敷設された線路で土砂崩れが起きたと報道されている。現場の工事関係者は2・3日間の豪雨によって地盤が緩んだ結果、土砂崩れが起こったのだろうと説明した。また、事故前の2月に砂利納入業者が砂利の代わりに土を盛ったと告発していたことが判明した。地方政府は事故報道がされ始めた当初、事故の事実はなく、専門家の評価によって基準を満たしていない部分があったことが判明したのだと主張したが、後の記者会見で現地の地質の問題が原因で土砂崩れが起こったと述べ、「手抜き工事」説を否定した。